# Orden Leopolds II.

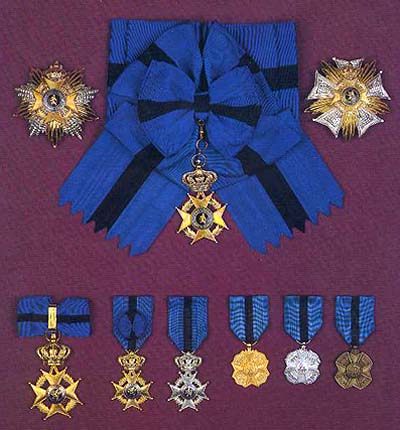
Oben links und mittig: Bruststern und Schärpe des Großkreuzes, oben rechts: Bruststern des Großoffiziers; unten v. l. n. r.: Kommandeur, Offizier, Ritter, goldene, silberne und bronzene Verdienstmedaille

Der Orden Leopolds II. ist ein belgischer Verdienstorden.

## Geschichte
Der Orden wurde am 24. August 1900 von König Leopold II. von Belgien als Zivil- und Militärverdienstorden für den Kongo-Staat gestiftet. Leopold II. wurde insbesondere für den Genozid im Kongo bekannt, bei dem schätzungsweise 8–10 Millionen Kongolesen den Tod fanden (siehe auch Kongogräuel).
1908 ging der Orden Leopolds II. in die Reihe der belgischen Orden über. Er kann an alle Personen als Belohnung für dem amtierenden Monarchen geleisteten Dienste und als Zeichen seines persönlichen Wohlwollens verliehen werden.

## Ordensklassen
Der Orden besteht aus fünf Klassen sowie einer Verdienstmedaille in drei Stufen (Gold, Silber und Bronze)
- Großkreuz
- Großoffizier
- Kommandeur
- Offizier
- Ritter
- Verdienstmedaille
  -  Gold
  -  Silber
  -  Bronze

## Ordensdekoration

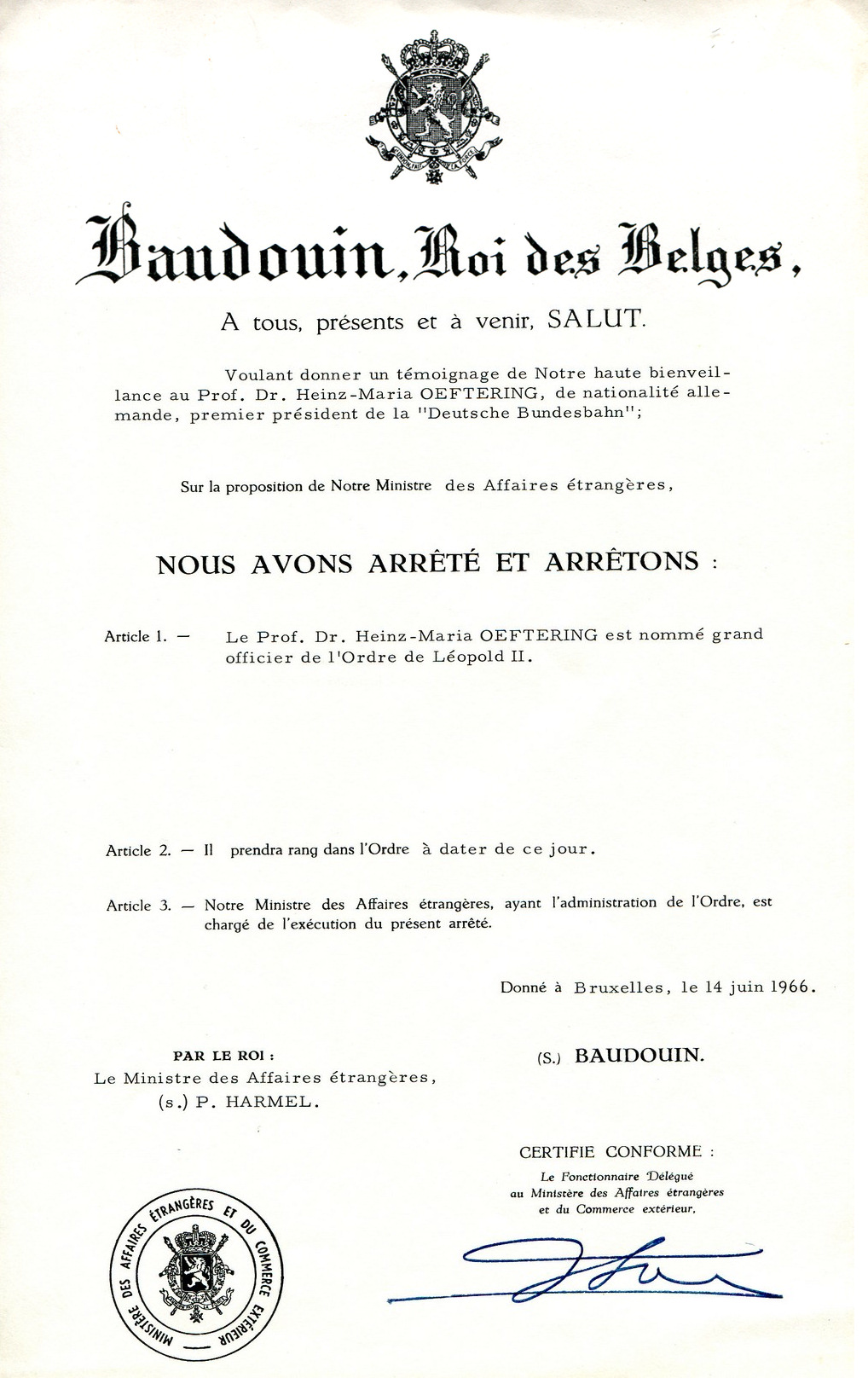
Verleihungsurkunde zum Großoffizier des Ordens

Das Ordenszeichen ist ein goldenes Malteserkreuz, das an einer Königskrone getragen wird. Zwischen den Kreuzarmen befindet sich ein Palmenkranz. Im schwarzemaillierten Medaillon ist der belgische Löwe mit der Umschrift L´UNION FAIT LA FORCE – EENDRACHT MAAKT MACHT (Einigkeit macht stark) zu sehen. Umseitig ein gekröntes L (Leopold).

## Trageweise
Das Großkreuz wird mit einer Schärpe von der linken Schulter zur rechten Hüfte sowie einem zehnstrahligen Bruststern mit abwechselnd brillanten Strahlen in Silber und glatten Strahlen in Gold getragen. Das Großoffizierskreuz ist ein fünfarmiger Bruststern. Kommandeure tragen die Auszeichnung als Halsorden, Offiziere und Ritter am Band auf der linken Brust. Bei Offizieren ist auf dem Band zusätzlich eine Rosette angebracht. Das Ordenszeichen der Ritter ist aus Silber.
Das Ordensband ist blau mit einem schwarzen Mittelstreifen.

## Besonderheiten
Militärpersonen, die ehrenvoll in den Tagesbefehlen des Ersten und Zweiten Weltkriegs genannt wurden, tragen auf dem Band der IV. und V. Klasse eine Palme mit der Initiale A (Albert) oder L (Leopold).